# Sven Lindman
Sven Henrik Lindman (ur. 19 kwietnia 1942) – szwedzki piłkarz występujący na pozycji obrońcy lub pomocnika.

## Kariera klubowa
Lindman zawodową karierę rozpoczynał w 1965 roku w klubie Djurgårdens IF. W 1966 roku zdobył z nim mistrzostwo Szwecji. W 1967 roku wywalczył z zespołem wicemistrzostwo Szwecji. W 1968 roku odszedł do austriackiego Rapidu Wiedeń. W 1969 roku zdobył z nim Puchar Austrii. W tym samym roku powrócił do Djurgårdens IF. W 1975 roku dotarł z nim do finału Pucharu Szwecji, jednak jego zespół przegrał tam z Malmö FF. W 1980 roku zakończył karierę.

## Kariera reprezentacyjna
W reprezentacji Szwecji Lindman zadebiutował 10 sierpnia 1967 w wygranym 2:0 towarzyskim meczu z Finlandii. W 1974 roku został powołany do kadry na Mistrzostwa Świata. Nie zagrał tam jednak w żadnym meczu swojej drużyny, która zakończyła turniej na drugiej rundzie. W latach 1967–1974 w drużynie narodowej rozegrał w sumie 32 spotkań i zdobył jedną bramkę.